# アップトゥザマーク
アップトゥザマーク（Up to the Mark、2019年2月28日 - ）は、アメリカ合衆国の競走馬である。主な勝ち鞍は2023年のターフクラシックステークス、マンハッタンステークス、クールモアターフマイル。

## 概要

### 2022年（3歳）
7月21日のサラトガ競馬場の未勝利戦をイラッド・オルティス・ジュニアを背にデビューして初勝利を挙げる。
その後は9月3日のサラトガ競馬場の条件戦を3着。9月3日のアケダクト競馬場の条件戦を6着。11月26日のアケダクト競馬場を4着。鞍上をマニュエル・フランコに乗り替わってが12月18日のアケダクト競馬場に条件戦に出走するも4着に敗れた。

### 2023年（4歳）
前年はダートでの競馬だったが芝に転向。鞍上をオルティスJr.騎手に戻して1月28日のガルフストリームパーク競馬場の条件戦を勝利。3月4日のガルフストリームパーク競馬場の条件戦も勝利して、芝転向直後から連勝とした。
その後は4月14日のメーカーズマークマイルステークス(G1)に出走するも、シェピエールとの差を詰めることができずに更にモダンゲームズにも交わされて3着に敗れた。
5月6日のオールドフォレスター・ターフクラシックステークス(G1)に1番人気で出走。6番手で追走し、最終コーナーのところで大外を回りながら手応えよく進出。直線半ばから先頭に立つと楽々と勝負を決めて2着のホンコンハリーに3馬身3/4差を付ける圧勝。G1初制覇を果たした。
続いて6月10日のマンハッタンステークス(G1)に1番人気で出走。4番手の追走から最終コーナーで2番に上がり、直線では半ばのところから余力たっぷりに抜け出すと、後方から追い上げるソルジャーライジングに2馬身3/4差を付ける完勝。人気に応えてG1連勝とした。
10月7日のキーンランドターフマイルステークス(G1)に新たにホセ・オルティスを鞍上として迎えて2番人気で出走。1番人気のマスターオブザシーズと共に後方2・3番手の追走。内で追走していたマスターオブザシーズがコーナーワークで先手を打つと、アップトゥザマークもそれに続いて内に進路を切り替えて背後で狙いすまして直線へ向かう。直線では内埒沿いから進路を見出して進出したマスターオブザシーズと対照的に外に持ち出そうとするも出せなかったため、マスターオブザシーズの背後に戻って内から進出。先に抜け出したマスターオブザシーズと残り100ヤードから馬体を合わせての叩き合いとなり、最後は頭の上げ下げでの勝負をハナ差で制して優勝。3着以下に3馬身差を付ける一騎打ちを制してG1・3連勝とした。
その後は鞍上をオルティスJr.騎手に戻してブリーダーズカップ・ターフ(G1)にJRAオッズ3番人気で出走。3番手の追走から馬群の外を通って直線を迎えるも、最内を通って先んじて進出したオーギュストロダンを捕らえれずに2着に敗れた。レース後、オルティスJr.騎手は「いい競馬ができていたし、直線は勝ったと思ったんだけど、勝ち馬がラチ沿いを来てしまったので…」と敗因は進路の差であると指摘した。このレースを最後に現役を引退、種牡馬入りとなる。

## 種牡馬時代
2024年よりレーンズエンドファームにて、種牡馬として繋養される。初年度の種付け料は25,000ドル。

## 血統表
| アップトゥザマークの血統     | アップトゥザマークの血統               | アップトゥザマークの血統               | （血統表の出典）                       | （血統表の出典）  |
| 父系                         | ストームキャット系（ストームバード系） | ストームキャット系（ストームバード系） | ストームキャット系（ストームバード系） | [ § 2 ]           |
| 父 Not This Time 黒鹿毛 2014 | 父の父Giant's Causeway 栗毛 1997       | Storm Cat                              | Storm Bird                             | Storm Bird        |
| 父 Not This Time 黒鹿毛 2014 | 父の父Giant's Causeway 栗毛 1997       | Storm Cat                              | Terlingua                              |                   |
| 父 Not This Time 黒鹿毛 2014 | 父の父Giant's Causeway 栗毛 1997       | Mariah's Storm                         | Rahy                                   | Rahy              |
| 父 Not This Time 黒鹿毛 2014 | 父の父Giant's Causeway 栗毛 1997       | Mariah's Storm                         | *イメンス                              |                   |
| 父 Not This Time 黒鹿毛 2014 | 父の母Miss Macy Sue 黒鹿毛 2003        | Trippi                                 | *エンドスウィープ                      | *エンドスウィープ |
| 父 Not This Time 黒鹿毛 2014 | 父の母Miss Macy Sue 黒鹿毛 2003        | Trippi                                 | Jealous Appeal                         |                   |
| 父 Not This Time 黒鹿毛 2014 | 父の母Miss Macy Sue 黒鹿毛 2003        | Yada Yada                              | Great Above                            | Great Above       |
| 父 Not This Time 黒鹿毛 2014 | 父の母Miss Macy Sue 黒鹿毛 2003        | Yada Yada                              | Stem                                   |                   |
| 母 Belle's Finale 鹿毛 2014  | 母の父Ghostzapper 鹿毛 2000            | Awesome Again                          | Deputy Minister                        | Deputy Minister   |
| 母 Belle's Finale 鹿毛 2014  | 母の父Ghostzapper 鹿毛 2000            | Awesome Again                          | Primal Force                           |                   |
| 母 Belle's Finale 鹿毛 2014  | 母の父Ghostzapper 鹿毛 2000            | Baby Zip                               | Relaunch                               | Relaunch          |
| 母 Belle's Finale 鹿毛 2014  | 母の父Ghostzapper 鹿毛 2000            | Baby Zip                               | Thirty Zip                             |                   |
| 母 Belle's Finale 鹿毛 2014  | 母の母Capote Belle 鹿毛 1993           | Capote                                 | Seattle Slew                           | Seattle Slew      |
| 母 Belle's Finale 鹿毛 2014  | 母の母Capote Belle 鹿毛 1993           | Capote                                 | Too Bald                               |                   |
| 母 Belle's Finale 鹿毛 2014  | 母の母Capote Belle 鹿毛 1993           | Rythmical                              | Fappiano                               | Fappiano          |
| 母 Belle's Finale 鹿毛 2014  | 母の母Capote Belle 鹿毛 1993           | Rythmical                              | Graceful Gal                           |                   |
| 母系(F-No.)                  | Stray Shot(FN:13-c)                    | Stray Shot(FN:13-c)                    | Stray Shot(FN:13-c)                    | [ § 3 ]           |
| 5代内の近親交配              | Blushing Groom：S5×M5                  | Blushing Groom：S5×M5                  | Blushing Groom：S5×M5                  | [ § 4 ]           |
| 出典                         | 1. 2. 3. 4.                            | 1. 2. 3. 4.                            | 1. 2. 3. 4.                            | 1. 2. 3. 4.       |

- 祖母Capote Belleは1996年テストステークス勝ち馬、5代母Natashkaは1966年アラバマステークス勝ち馬。
- 主な近親に2020年黒船賞など重賞5勝のラプタス。